# روزگلدی اویچی
روزگلدی اویچی (زاده: ۱۳۴۲ ولسوالی شورتپه، ولایت بلخ) سیاست‌مدار افغانستانی و نماینده مردم بلخ در دوره پانزدهم مجلس نمایندگان افغانستان بود.

## زندگی‌نامه
روزگلدی اویچی متولد ۱۳۴۲ از ولسوالی شورتپه ولایت بلخ افغانستان است. وی تحصیلات خود را تا مقطع بکلوریا/دیپلم به اتمام رسانده‌است.

## دیگر فعالیت‌ها
- فرمانده کندک/گردان سرحدی فرقه/لشکر ۷۰.[۱]
- فرمانده لوای/تیپ ۸۴ سرحدی.[۱]
- فرمانده فرقه/لشکر ۷۰ مکانیزه حیرتان.[۱]
- فرمانده امنیت امنیه شهر حیرتان.[۱]
- سرپرست آمریت عمومی پولیس سر حدی شمال.[۱]